# Перекрёсток (сеть магазинов)
«Перекрёсток» — российская сеть супермаркетов, которой управляет X5 Group.
По итогам 2023 года торговая сеть «Перекрёсток» насчитывает 972 супермаркета.

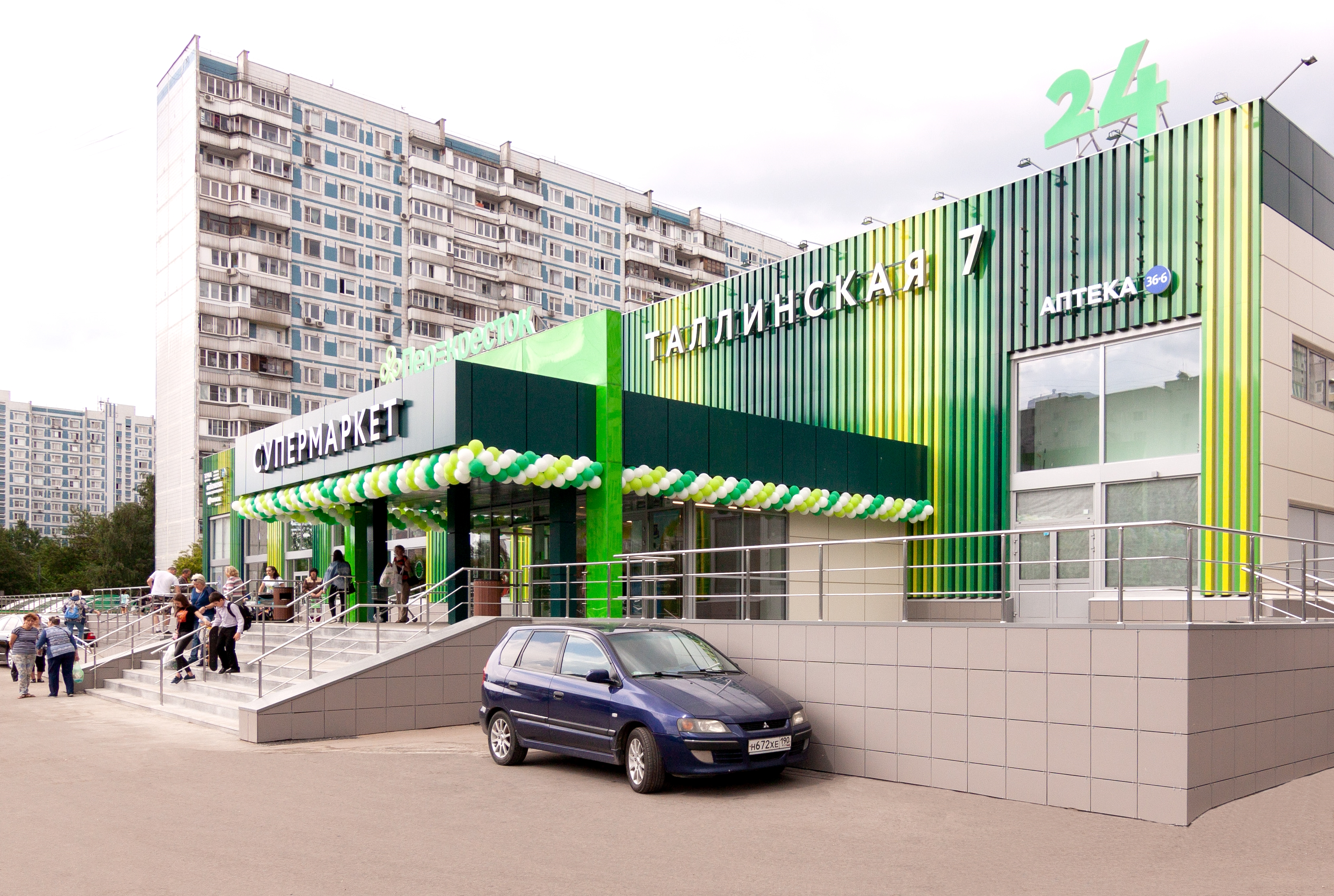
Московский супермаркет «Перекрёсток» в новой концепции, в которой открываются все магазины с февраля 2020 года

## История

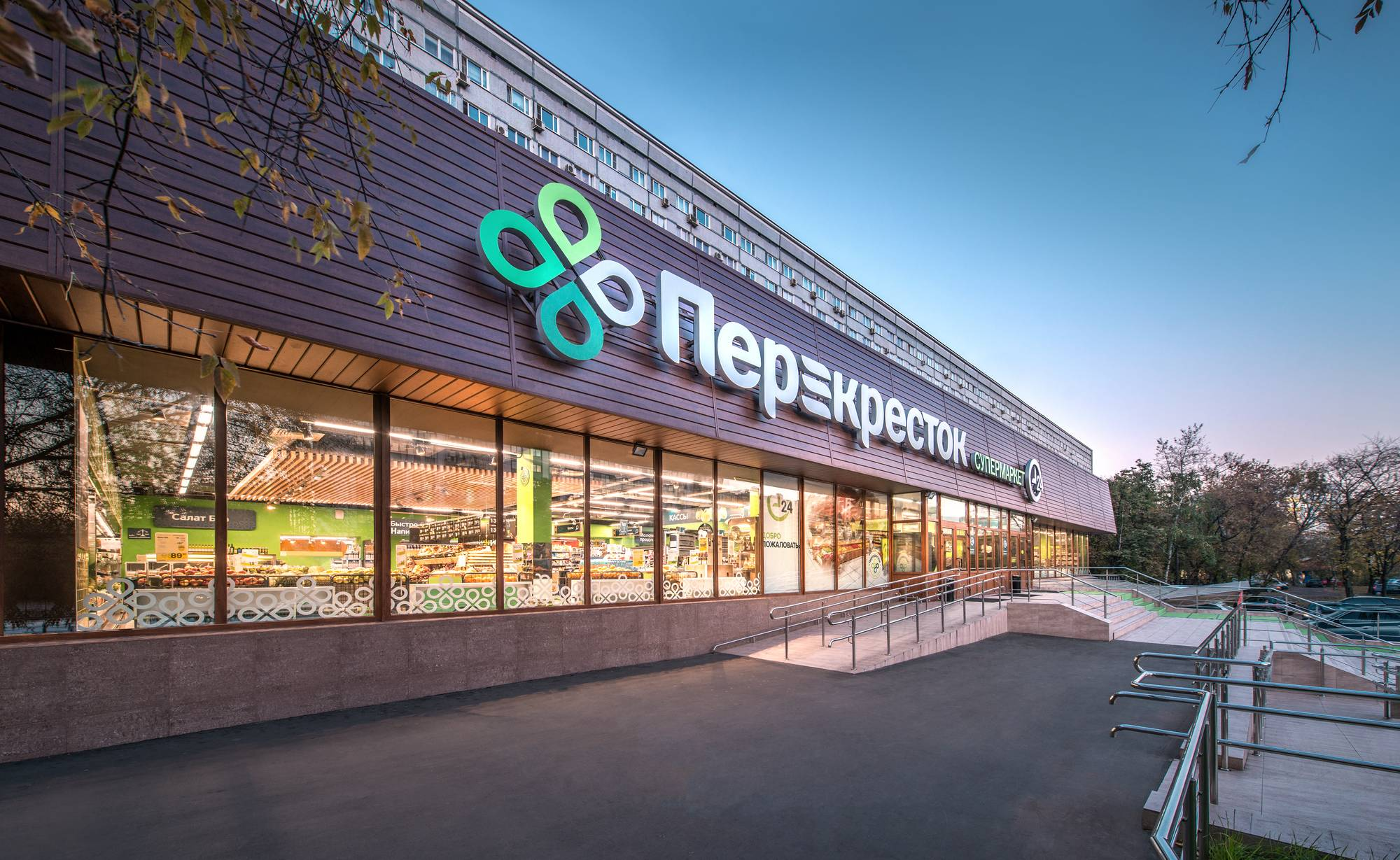
Московский супермаркет «Перекрёсток» в концепции 2014 года

Сеть основана в 1994 году основателем Альфа-Групп Михаилом Фридманом и Александром Косьяненко, первый супермаркет был открыт в 1995 году в Москве по адресу Ангелов переулок, 7. В 2002 году «Перекрёсток» начал открывать магазины в других российских регионах.
В 2003—2004 годах «Перекрёсток» приобрёл несколько региональных сетей: Spar Middle Volga в Нижнем Новгороде (2003), «365» в Ярославле и «Далпорт» в Краснодаре (2004).
В 2005 году торговая сеть «Перекрёсток» купила киевскую сеть Spar с 8 супермаркетами. В марте 2014 года торговая сеть Varus выкупила права аренды помещений, оборудования и товарных остатков магазинов «Перекрёсток» (к тому моменту в сети было 12 супермаркетов в Киеве и пригородах) и в течение нескольких месяцев перезапустила обновлённые супермаркеты под собственным брендом.
В 2006 году произошло слияние торговых сетей «Пятёрочка» и «Перекрёсток», образована компания X5 Retail Group, при этом название торговой сети сохранено.

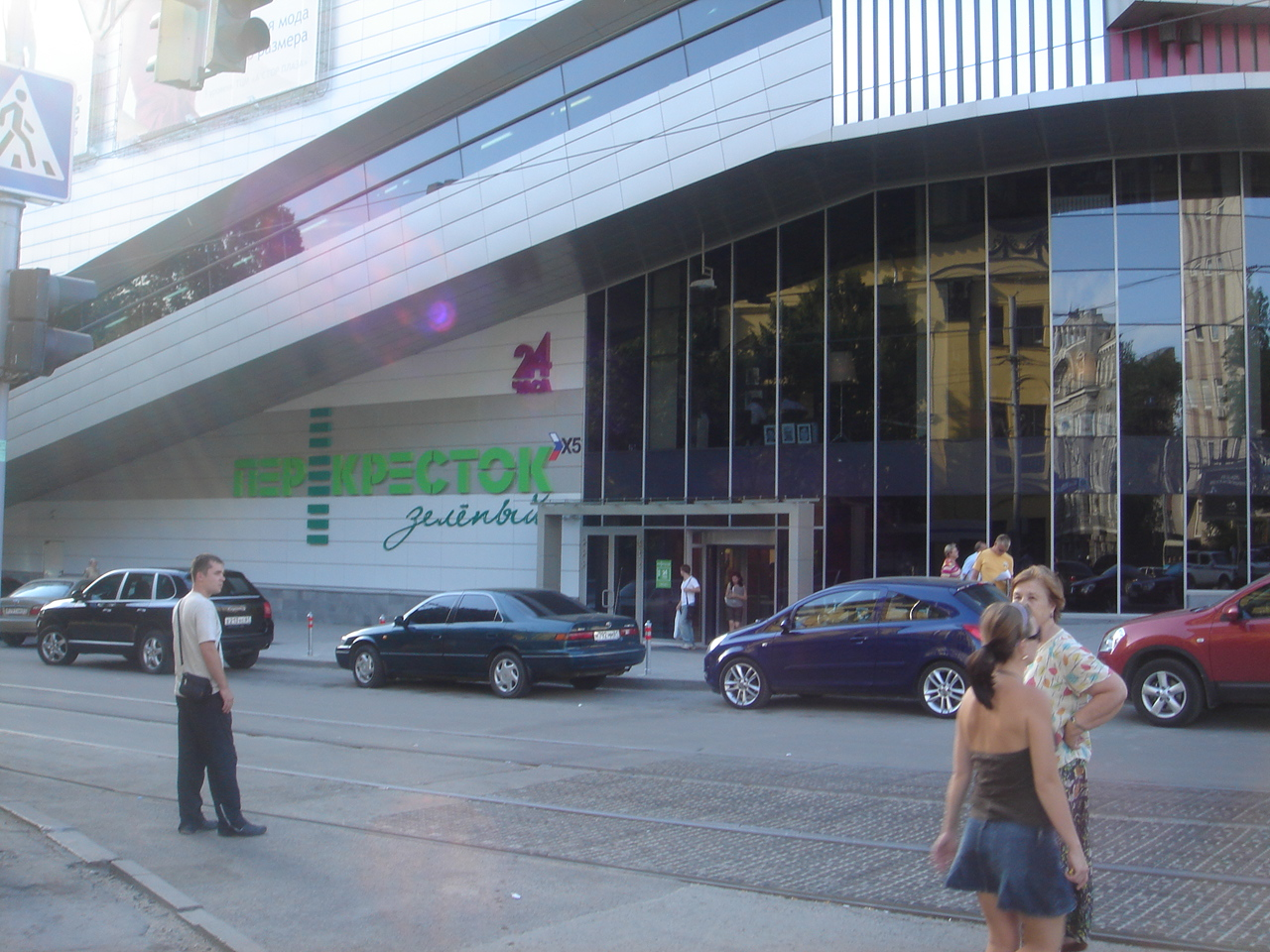
Первый премиум-супермаркет «Зелёный Перекрёсток» в Ростове-на-Дону

В 2008 году первый в России «Зелёный Перекрёсток» был открыт в Ростове-на-Дону. В марте 2009 года был открыт первый супермаркет премиум-класса «Зелёный Перекрёсток» в Москве.
В 2014 году запущена первая программа обновления, которая предусматривала установку современного оборудования, более эффективную организацию торгового пространства, изменение внутреннего и наружного оформления (изменились логотип и стиль рекламы). При реконцепции торговой сети были заимствованы элементы концепции «Зелёного Перекрёстка».
В 2017 году X5 приобрела 32 супермаркета «О’кей», 18 из которых находятся в Санкт-Петербурге и один в Ленинградской области. Все супермаркеты интегрируют в торговую сеть «Перекрёсток».
В 2019 году «Перекрёсток» получил премию в области дизайна и архитектуры Best for Life Design Award в номинации «Архитектура ретейла и дизайн среды» в категории «супермаркет нового поколения».
Весной 2019 года было запущено самое крупное и современное в России производство кулинарии для магазинов (smart kitchen), что позволит в 2,5 раза увеличить ассортимент продукции ready-to-eat и ready-to-cook под брендом «Шеф Перекрёсток» в супермаркетах компании и повысить её качество.

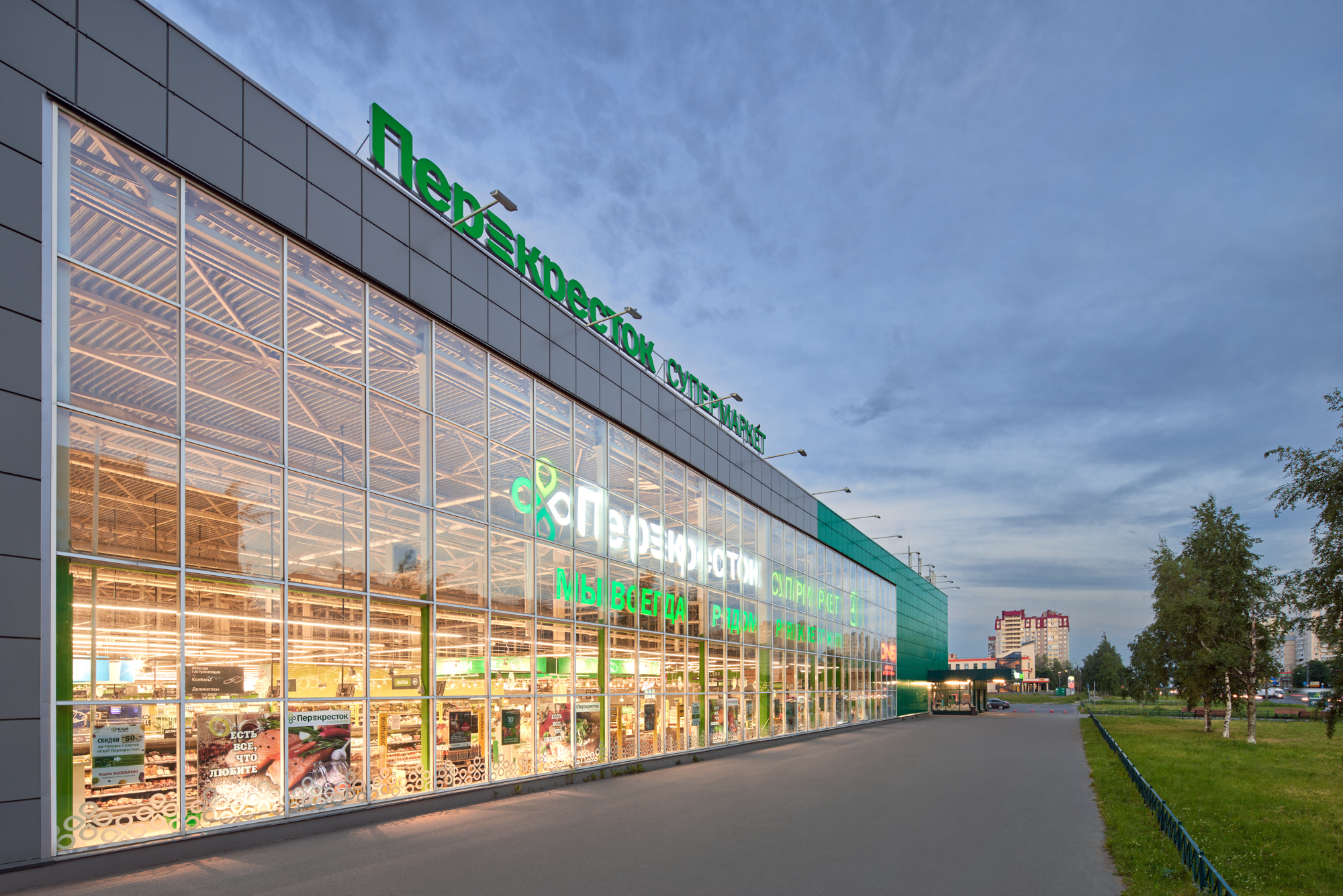
Большой экспериментальный супермаркет «Перекрёсток» в Санкт-Петербурге в 2019 году

В апреле 2019 года в Санкт-Петербурге и в Старом Осколе (Белгородская область), а в августе в Москве на месте закрытых гипермаркетов «Карусель» были открыты экспериментальные супермаркеты «Перекрёсток» большого формата.
В магазинах пилотируются новые услуги и технологии: видеомониторинг очередей, система self scan, электронные ценники, кассы самообслуживания, пункт Click&Collect (кроме Старого Оскола), фандомат для приёма пластика (только в Москве). В супермаркетах этого формата есть комната матери и ребёнка, которая оборудована всем необходимым для ухода за детьми, включая средства детской гигиены, и небольшая интерактивная игровая зона.
В больших супермаркетах расширены зоны фреш, отделы мяса (работает колбасный цех) и рыбы (работает коптильня для приготовления рыбы горячего и холодного копчения), в пекарне помимо хлеба делают пиццу и выпекают лепёшки в тандыре. Около входа расположено кафе, где можно быстро перекусить выпечкой, сэндвичами, купить горячие и холодные напитки, а также холодильник с продукцией Ready-to-eat — здесь представлена готовая продукция собственной smart kitchen: блины, закуски, салаты, роллы, каши и напитки.
В 2019 году после подведения итогов работы новых экспериментальных супермаркетов X5 Retail Group объявила о решении трансформировать сеть гипермаркетов «Карусель» в течение двух лет, при этом 34 гипермаркета «Карусель» (8 арендованных и 26 собственных) к началу 2021 года трансформируют в супермаркеты большого формата и передадут в управление торговой сети «Перекрёсток».
В 2020 году запущена программа обновления: около половины торгового зала должны занимать продукты категории fresh, предусмотрена специальная зона с товарами для ведения здорового образа жизни. Для удобства посетителей в новых и обновлённых «Перекрёстках» площадью более 800 м². предусмотрят два покупательских пути: короткий и длинный. Первый складывается из зоны с овощами и фруктами, салат-бара, кулинарии, кафе и пекарни. В свою очередь длинный маршрут проходит по периметру торгового зала через отделы с рыбой, мясом, деликатесами, молочной продукцией, бакалеей, напитками, сопутствующими товарами.
В конце 2021 года сеть объявила о начале тестирования обновленного формата небольших магазинов с усеченным ассортиментом, состоящим из наиболее популярных товаров.
В феврале 2024 года «Перекрёсток» открыл в Москве собственный многопрофильный учебный центр для комплексной подготовки сотрудников розницы.
В апреле 2025 года «Перекрёсток» впервые открыл магазин в аэропорту — в петербургском «Пулково».

## Руководство
| Имя                     | Период                          | Примечание                                                       |
| ----------------------- | ------------------------------- | ---------------------------------------------------------------- |
| Александр Косьяненко    | С 1994 по 2006                  |                                                                  |
| Павел Мусял             | С апреля по декабрь 2006        |                                                                  |
| Дариуш Батор            | В 2007                          |                                                                  |
| Алексей Тихомиров       | В 2007—2008                     |                                                                  |
| Жако Булен              | С мая 2008 по июль 2009         | Одновременно возглавлял X5 на Украине                            |
| Михаил Сусов            | С июля 2009 по апрель 2010      |                                                                  |
| Екатерина Столыпина     | С апреля 2010 по сентябрь 2011  | Одновременно возглавляла и торговую сеть «Карусель»              |
| Игорь Сотников          | С сентября 2011 по август 2012  |                                                                  |
| Валерий Тараканов       | С августа 2012 по сентябрь 2013 |                                                                  |
| Януш Лелля              | С сентября 2013 по октябрь 2014 |                                                                  |
| Владимир Сорокин        | С октября 2014 по июль 2018     |                                                                  |
| Владислав Курбатов      | С июля 2018 года по январь 2022 |                                                                  |
| Владимир Садовин, и. о. | С января по август 2022         |                                                                  |
| Андрей Калмыков         | С августа 2022 по октябрь 2023  | Бывший гендиректор АК «Победа»                                   |
| Владимир Салахутдинов   | С октября 2023 по март 2024     | Директор по стратегии и развитию бизнеса Х5                      |
| Раиса Полякова          | С марта 2024 по н.в.            | Ранее — исполнительный директор территории «Юг» сети «Пятёрочка» |

## Ключевые показатели
По итогам 2022 года под управлением компании находилось 971 супермаркет «Перекрёсток», чистая розничная выручка торговой сети достигла 351,1 млрд рублей.
| Ключевые показатели торговой сети (по состоянию на 31 декабря года) | Ключевые показатели торговой сети (по состоянию на 31 декабря года) | Ключевые показатели торговой сети (по состоянию на 31 декабря года) | Ключевые показатели торговой сети (по состоянию на 31 декабря года) | Ключевые показатели торговой сети (по состоянию на 31 декабря года) | Ключевые показатели торговой сети (по состоянию на 31 декабря года) | Ключевые показатели торговой сети (по состоянию на 31 декабря года) | Ключевые показатели торговой сети (по состоянию на 31 декабря года) | Ключевые показатели торговой сети (по состоянию на 31 декабря года) | Ключевые показатели торговой сети (по состоянию на 31 декабря года) | Ключевые показатели торговой сети (по состоянию на 31 декабря года) | Ключевые показатели торговой сети (по состоянию на 31 декабря года) | Ключевые показатели торговой сети (по состоянию на 31 декабря года) |         |
| Показатель / Год                                                    | 2010                                                                | 2011                                                                | 2012                                                                | 2013                                                                | 2014                                                                | 2015                                                                | 2016                                                                | 2017                                                                | 2018                                                                | 2019                                                                | 2020                                                                | 2021                                                                | 2022    |
| ------------------------------------------------------------------- | ------------------------------------------------------------------- | ------------------------------------------------------------------- | ------------------------------------------------------------------- | ------------------------------------------------------------------- | ------------------------------------------------------------------- | ------------------------------------------------------------------- | ------------------------------------------------------------------- | ------------------------------------------------------------------- | ------------------------------------------------------------------- | ------------------------------------------------------------------- | ------------------------------------------------------------------- | ------------------------------------------------------------------- | ------- |
| Количество супермаркетов                                            | ▲ 301                                                               | ▲ 330                                                               | ▲ 370                                                               | ▲ 390                                                               | ▲ 403                                                               | ▲ 478                                                               | ▲ 539                                                               | ▲ 638                                                               | ▲ 760                                                               | ▲ 852                                                               | ▲ 933                                                               | ▲ 990                                                               | ▼ 971   |
| Торговые площади, тыс. м²                                           | ▲ 313                                                               | ▲ 347,3                                                             | ▲ 383,5                                                             | ▲ 397,8                                                             | ▲ 415,8                                                             | ▲ 484                                                               | ▲ 548,5                                                             | ▲ 637,2                                                             | ▲ 781,5                                                             | ▲ 900                                                               | ▲ 1014                                                              | ▲ 1099                                                              | ▼ 1085  |
| Чистая розничная выручка, млрд руб.                                 | ▲ 83,1                                                              | ▲ 99,8                                                              | ▲ 105,5                                                             | ▲ 110,7                                                             | ▲ 115,6                                                             | ▲ 130,1                                                             | ▲ 155,4                                                             | ▲ 186,9                                                             | ▲ 230,8                                                             | ▲ 273                                                               | ▲ 320                                                               | ▲ 351,1                                                             | ▲ 365   |
| Количество посещений покупателями, млн                              | ▲ 263                                                               | ▲ 291                                                               | ▲ 297                                                               | ▲ 307                                                               | ▼ 302                                                               | ▲ 304                                                               | ▲ 350                                                               | ▲ 407                                                               | ▲ 505                                                               | ▲ 589                                                               | ▼ 562                                                               | ▲ 636,5                                                             | ▲ 657,6 |

Количество супермаркетов (по состоянию на 31 декабря года)

### Рейтинговые оценки
Рейтинговое агентство «Эксперт РА» в 2024 году присвоило АО «Торговый дом „Перекресток“» рейтинговую оценку ruAAA со стабильным прогнозом, в 2025 году рейтинг был отозван.

## Vprok.ru

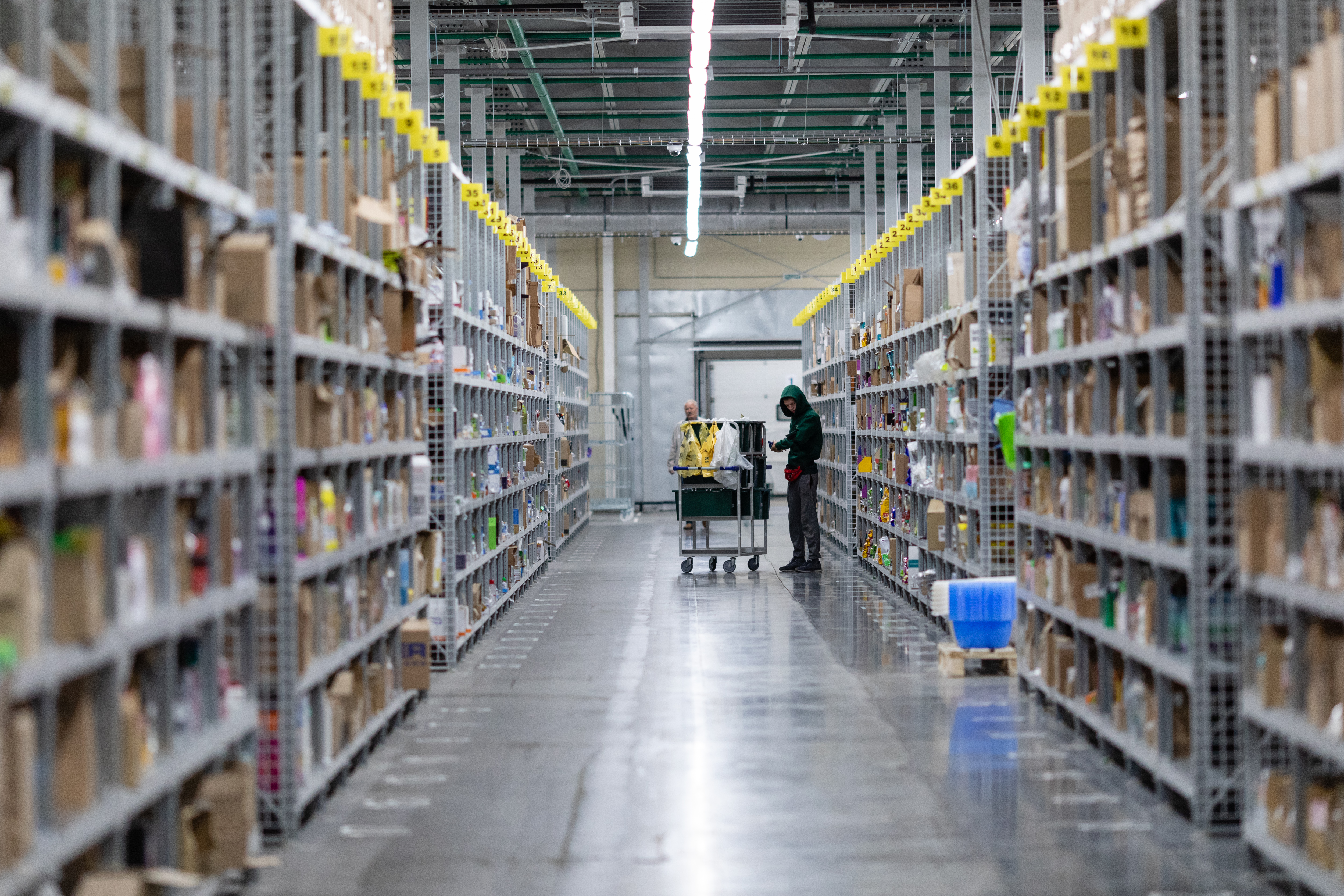
Даркстор интернет-супермаркета Perekrestok.ru в Москве

В 2017 году был запущен онлайн-магазин Perekrestok.ru — сначала в тестовом режиме для сотрудников, потом — для жителей Юго-Западного административного округа Москвы, затем зона доставки увеличилась на всю Москву. В октябре 2018 года онлайн-супермаркет вышел в Санкт-Петербург.
Формат dark store совмещает черты традиционного магазина и склада: он не предназначен для совершения покупок, но выкладка товаров похожа на магазинную. В отличие от традиционного склада, dark store предназначен для обслуживания интернет-заказов — выкладка товара штучная. По состоянию на октябрь 2021 года у онлайн-супермаркета насчитывается два даркстора и гибридный магазин в Москве и по одному даркстору в Санкт-Петербурге и Нижнем Новгороде.
При этом магазин работает по формату маркетплейса: запустилась доставка зоотоваров из магазинов «Бетховен», доставка продуктов категории ready-to-eat в партнёрстве с брендом Grow food и продуктовых наборов для самостоятельного приготовления различных блюд Elementaree, а также появились фермерские товары брендов «Ешь деревенское», продукты сети «Вкусвилл» и т. д.
В 2019 году оборот интернет-супермаркета Perekrestok.ru составил 4,3 млрд руб.
С августа 2020 года онлайн-бизнес «Перекрёстка» работает под брендом «Перекрёсток Впрок». По итогам 2020 года выручка «Перекрёстка Впрок» утроилась и достигла 13,27 млрд рублей. C 2022 года онлайн-бизнес работает под брендом Vprok.ru Перекрёсток.

## Партнёрские проекты
Для расширения возможностей удовлетворения потребностей максимально большого числа покупателей «Перекрёсток» реализует множество партнёрских проектов в разных областях.
В ноябре 2016 года Альфа-Банк, торговая сеть «Перекрёсток» и MasterCard предложили клиентам кобрендовые карты трёх видов: предоплаченные (prepaid), дебетовые и кредитные. Держатели карт становятся участниками программы лояльности торговой сети, при этом за покупки в супермаркетах «Перекрёстках» начисляются повышенные баллы. В январе 2017 года карта получила награду в категории «Максимальная выгода для всех в массовом сегменте» по версии Frank Research Group. В марте 2018 года торговая сеть «Перекрёсток» и MasterCard предложили клиентам дебетовые и кредитные кобрендовые карты совместно с Тинькофф банк.
В сентябре 2017 года в супермаркетах «Перекрёсток» начали принимать карту рассрочки «Халва» от Совкомбанка, в июле 2017 года — карты рассрочки «Совесть» от Киви банка.
В марте 2021 года «Перекрёсток» совместно со «Сбером» запустил сервис оплаты взглядом на кассах самообслуживания.
В августе 2018 года торговая сеть «Перекрёсток» запустила первый страховой кобренд в российском ретейле совместно с «Ренессанс Жизнь» — программу «Щедрая жизнь». Совершая покупки в супермаркетах сети, участники программы накапливают баллы программы лояльности «Клуб Перекресток», а часть стоимости товаров переводится в виде взноса на программу накопительного страхования жизни.
В марте 2019 года «Перекрёсток» и управляющая компания «Альфа-Капитал» запустили первый в России совместный проект по развитию частных онлайн-инвестиций. Лояльные клиенты торговой сети получили доступ к покупке паев инвестиционных фондов, находящихся под управлением УК, через приложение «Мой Перекресток» или на сайте perekrestok.ru. Порог входа в фонд для покупателей сети — 100 рублей.

## Логотип
За 25 лет существования «Перекрёсток» сменил несколько логотипов.
- В 1995—2012 годах логотип был сине-голубым со словом «Перекрёсток» большими синими буквами (вместо трёх букв «Е» — два раза синие полоски, один раз голубые полоски), наверху и внизу под тремя голубыми полосками три синие полоски.
- В 2012—2014 годах в логотипе на второй букве «Е» были убраны полоски, внизу добавили слово «Супермаркет» прописными буквами салатового цвета.
- В 2014—2020 годах в логотипе три полоски превратились в четыре лепестка, вторую букву «Е» стилизовали под три полоски. Логотип стал зелёного цвета.
- С 2020 года по настоящее время в логотипе полностью залили лепестки, третью букву «Е» заменили на «Ё», изменили шрифт, а слово «Супермаркет» стало полностью писаться строчными буквами и было перемещено налево.

Логотип супермаркета «Перекрёсток» с 1995 по 2012 годы
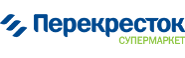
Логотип супермаркета «Перекрёсток» с 2012 по 2014 годы
Логотип супермаркета «Перекрёсток» с 2014 по 2020 годы
Логотип супермаркета «Перекрёсток» с 2020 года

## Логистика

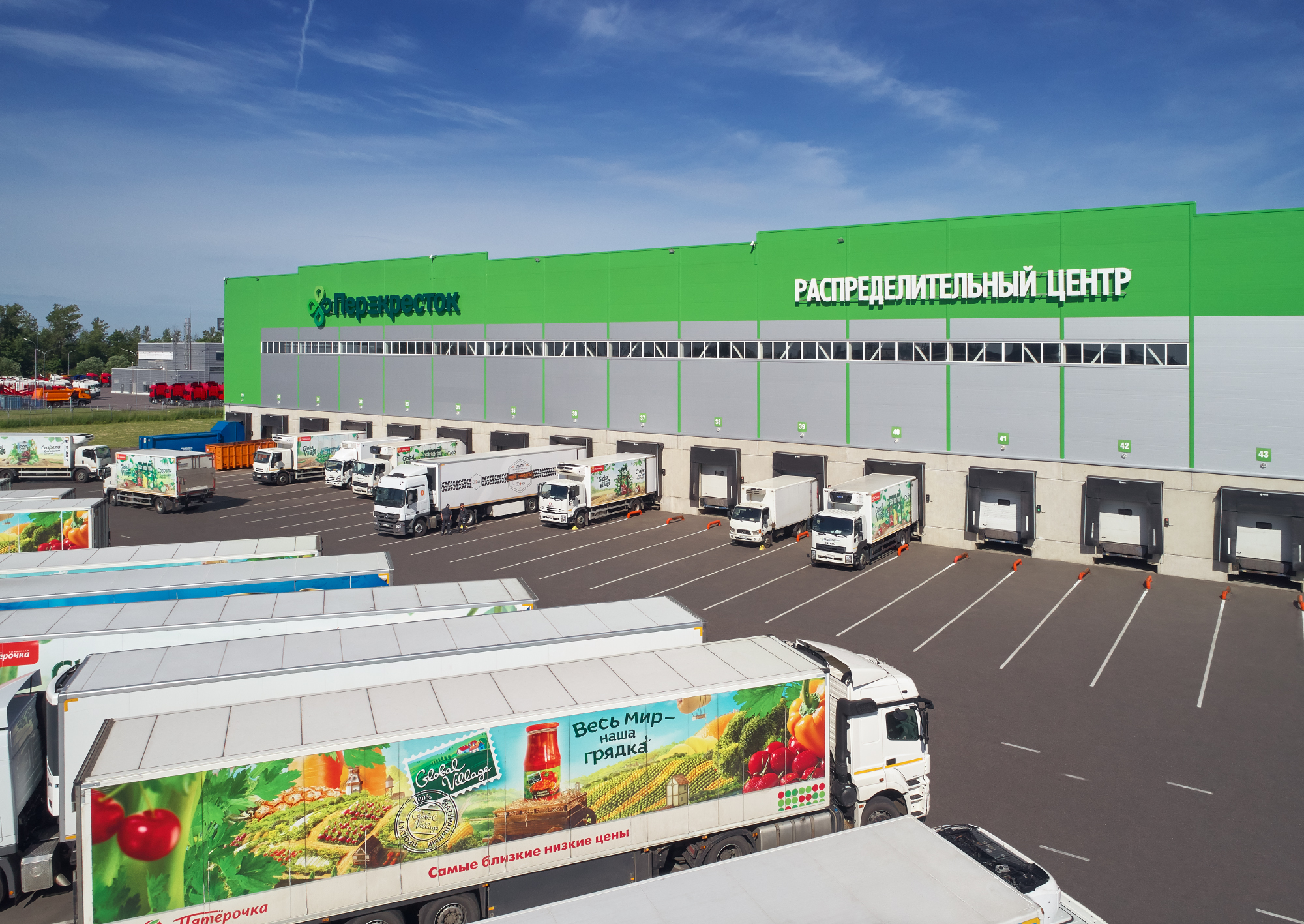
Распределительный центр X5 Group в Шушарах (Санкт-Петербург)

В 1998 году первой из розничных сетей компания открыла современный распределительный центр в Павельцево, недалеко от аэропорта Шереметьево. На 31 декабря 2019 года 11 распределительных центров X5 Retail Group из 42 обслуживают торговые сети больших форматов «Перекрёсток» и «Карусель».

## Награды и премии
Торговую сеть «Перекрёсток» награждали отраслевыми наградами и она становилась лауреатом различных конкурсов и премий.
| Основные награды и премии, полученные торговой сетью «Перекрёсток» | Основные награды и премии, полученные торговой сетью «Перекрёсток» |
| Год                                                                | Описание |
| ------------------------------------------------------------------ | --- |
| 2006                                                               | Торговая сеть «Перекрёсток» получила премию «Золотые весы» конкурса «Best Retail» в номинации «Лучший проект формата супермаркет», директор торговой сети Павел Мусял — премию «Человек торговли».                           |
| 2007                                                               | X5 Retail Group получила премию Retail Grand Prix в номинации «Ответственное отношение к обществу» за проекты корпоративной социальной ответственности «Перекресток» — школам!" и «Минута ради Жизни».                       |
| 2009                                                               | Компания получила премию «Best Retail» в номинации «Самая быстрорастущая сеть супермаркетов формата FMCG». |
| 2014                                                               | X5 Retail Group заняла первое место на национальном конкурсе Loyalty Awards 2014 в номинации «Лучшая программа лояльности продуктового ретейлера» с проектом «Клуб Перекрёсток».                                             |
| 2015                                                               | Совместный проект компаний Efes Rus и X5 Retail Group по категорийному менеджменту «Идеальный магазин» в федеральной сети супермаркетов «Перекресток» стал лауреатом премии ECR Award-2015 в номинации «Shopper Engagement». |
| 2015                                                               | Новый сайт торговой сети «Перекрёсток» получил первое место в номинации «Сайт магазина розничной торговли» Всероссийского конкурса интернет-проектов «Золотой сайт — 2015».                                                  |
| 2017                                                               | Карта «Альфа-банк-Перекрёсток» получила награду в категории «Максимальная выгода для всех в массовом сегменте» по версии Frank Research Group.                                                                               |
| 2017                                                               | Совместная программа лояльности «Альфа-банк-Перекрёсток» заняла первое место на национальном конкурсе Loyalty Awards Russia 2017 в номинации «Лучшая ко-брендовая программа лояльности».                                     |
| 2017                                                               | Собственная торговая марка «Маркет Перекрёсток» получила премию Private Labels Awards 2017 в номинации «Лучшая СТМ в среднем сегменте».                                                                                      |
| 2017                                                               | Торговая сеть получила бизнес-премию WOW!HR2017 в номинации «Level Up» (проекты по обучению и мотивации сотрудников компании) за проект «Престиж профессии».                                                                 |
| 2018                                                               | Мобильное приложение «Мой Перекрёсток» получило премию Tagline Awards 2018 как лучшее ретейл-приложение. |
| 2018                                                               | Собственная торговая марка «Новый океан» получила премию Private Label Awards 2018 в номинации «Лучшая собственная торговая марка продовольственных товаров».                                                                |
| 2019                                                               | Собственная торговая марка «Kokoro» получила премию Private Label Awards 2019 в номинации "Лучшая СТМ в сегменте «Товары для детей».                                                                                         |